# Petru Pop
Petru Iulian Pop, né le 26 juin 1974 à Baia Mare, est un ancien joueur de handball roumain devenu entraîneur. 

## Palmarès

### Comme joueur
- Avec le HC Minaur Baia Mare:
  - Vainqueur du Championnat de Roumanie (2) : 1998, 1999
  - Vainqueur de la Coupe de Roumanie (1) : 1999

- Avec le Pallamano Trieste:
  - Vainqueur du Championnat d'Italie (2) : 2001, 2002
  - Vainqueur de la Coupe d'Italie (2) : 2001, 2002

- Avec le Fibrex Săvinești:
  - Vainqueur de la Coupe de Roumanie (1) : 2004

- Avec le HC Conversano:
  - Vainqueur du Championnat d'Italie (2) : 2004, 2006
  - Vainqueur de la Coupe d'Italie (1) : 2006

### Comme entraîneur-adjoint
- Avec le HC Minaur Baia Mare:
  - Vainqueur du Championnat de Roumanie (1) : 2015
  - Vainqueur de la Coupe de Roumanie (1) : 2015